# Zigofil·lals
Zigofil·lal (Zygophyllales) és un ordre de plantes amb flor.
Les zigofil·lals comprenen dues famílies:
- Família Zygophyllaceae
- Família Krameriaceae

En el sistema filogenètic APG II estan incloses en el grup Eurosids I
Sota l'antic Sistema Cronquist, la família Zygophyllaceae estava inclosa dins l'ordre Sapindales, i la família Krameriaceae dins l'ordre Polygalales.